# Liste des subdivisions administratives du Fujian

Le Fujian

La structure administrative du Fujian, province de la république populaire de Chine (RPC), est constituée des trois niveaux suivants :
- 9 subdivisions de niveau préfecture
  - ce sont toutes des villes-préfectures
- 85 subdivisions de niveau district
  - 14 villes-districts
  - 45 xian
  - 26 districts
- 1111 subdivisions de niveau canton
  - 608 bourgs
  - 334 cantons
  - 18 cantons ethniques
  - 151 sous-districts

Les îles de Jinmen (Quemoy) et Matsu sont administrées par la république de Chine à Taïwan. Les chiffres officiels de la RPC donnés ci-dessus comportent Jinmen en tant que xian, mais il n'est pas précisé si les divisions de niveau canton de Jinmen et Matsu sont comptées dans ces chiffres.
La table ci-dessous donne uniquement la liste des divisions de niveau préfecture et de niveau district.
| Niveau préfecture                       | Niveau district        | Niveau district     | Niveau district |
| Niveau préfecture                       | Nom                    | Chinois (simplifié) | Pinyin          |
| --------------------------------------- | ---------------------- | ------------------- | --------------- |
| Ville de Fuzhou 福州市 Fúzhōu Shì       | District de Gulou      | 鼓楼区              | Gǔlóu Qū        |
| Ville de Fuzhou 福州市 Fúzhōu Shì       | District de Taijiang   | 台江区              | Táijiāng Qū     |
| Ville de Fuzhou 福州市 Fúzhōu Shì       | District de Cangshan   | 仓山区              | Cāngshān Qū     |
| Ville de Fuzhou 福州市 Fúzhōu Shì       | District de Mawei      | 马尾区              | Mǎwěi Qū        |
| Ville de Fuzhou 福州市 Fúzhōu Shì       | District de Jin'an     | 晋安区              | Jìn'ān Qū       |
| Ville de Fuzhou 福州市 Fúzhōu Shì       | Ville de Fuqing        | 福清市              | Fúqīng Shì      |
| Ville de Fuzhou 福州市 Fúzhōu Shì       | Ville de Changle 1     | 长乐市              | Chánglè Shì     |
| Ville de Fuzhou 福州市 Fúzhōu Shì       | Xian de Minhou         | 闽侯县              | Mǐnhòu Xiàn     |
| Ville de Fuzhou 福州市 Fúzhōu Shì       | Xian de Lianjiang 1    | 连江县              | Liánjiāng Xiàn  |
| Ville de Fuzhou 福州市 Fúzhōu Shì       | Xian de Luoyuan 1      | 罗源县              | Luóyuán Xiàn    |
| Ville de Fuzhou 福州市 Fúzhōu Shì       | Xian de Minqing        | 闽清县              | Mǐnqīng Xiàn    |
| Ville de Fuzhou 福州市 Fúzhōu Shì       | Xian de Yongtai        | 永泰县              | Yǒngtài Xiàn    |
| Ville de Fuzhou 福州市 Fúzhōu Shì       | Xian de Pingtan        | 平潭县              | Píngtán Xiàn    |
| Ville de Nanping 南平市 Nánpíng Shì     | District de Yanping    | 延平区              | Yánpíng Qū      |
| Ville de Nanping 南平市 Nánpíng Shì     | Ville de Shaowu        | 邵武市              | Shàowǔ Shì      |
| Ville de Nanping 南平市 Nánpíng Shì     | Ville de Wuyishan      | 武夷山市            | Wǔyíshān Shì    |
| Ville de Nanping 南平市 Nánpíng Shì     | Ville de Jian'ou       | 建瓯市              | Jiàn'ōu Shì     |
| Ville de Nanping 南平市 Nánpíng Shì     | Ville de Jianyang      | 建阳市              | Jiànyáng Shì    |
| Ville de Nanping 南平市 Nánpíng Shì     | Xian de Shunchang      | 顺昌县              | Shùnchāng Xiàn  |
| Ville de Nanping 南平市 Nánpíng Shì     | Xian de Pucheng        | 浦城县              | Pǔchéng Xiàn    |
| Ville de Nanping 南平市 Nánpíng Shì     | Xian de Guangze        | 光泽县              | Guāngzé Xiàn    |
| Ville de Nanping 南平市 Nánpíng Shì     | Xian de Songxi         | 松溪县              | Sōngxī Xiàn     |
| Ville de Nanping 南平市 Nánpíng Shì     | Xian de Zhenghe        | 政和县              | Zhènghé Xiàn    |
| Ville de Sanming 三明市 Sānmíng Shì     | District de Meilie     | 梅列区              | Méiliè Qū       |
| Ville de Sanming 三明市 Sānmíng Shì     | District de Sanyuan    | 三元区              | Sānyuán Qū      |
| Ville de Sanming 三明市 Sānmíng Shì     | Ville de Yong'an       | 永安市              | Yǒng'ān Shì     |
| Ville de Sanming 三明市 Sānmíng Shì     | Xian de Mingxi         | 明溪县              | Míngxī Xiàn     |
| Ville de Sanming 三明市 Sānmíng Shì     | Xian de Qingliu        | 清流县              | Qīngliú Xiàn    |
| Ville de Sanming 三明市 Sānmíng Shì     | Xian de Ninghua        | 宁化县              | Nínghuà Xiàn    |
| Ville de Sanming 三明市 Sānmíng Shì     | Xian de Datian         | 大田县              | Dàtián Xiàn     |
| Ville de Sanming 三明市 Sānmíng Shì     | Xian de Youxi          | 尤溪县              | Yóuxī Xiàn      |
| Ville de Sanming 三明市 Sānmíng Shì     | Xian de Sha            | 沙县                | Shā Xiàn        |
| Ville de Sanming 三明市 Sānmíng Shì     | Xian de Jiangle        | 将乐县              | Jiānglè Xiàn    |
| Ville de Sanming 三明市 Sānmíng Shì     | Xian de Taining        | 泰宁县              | Tàiníng Xiàn    |
| Ville de Sanming 三明市 Sānmíng Shì     | Xian de Jianning       | 建宁县              | Jiànníng Xiàn   |
| Ville de Putian 莆田市 Pútián Shì       | District de Chengxiang | 城厢区              | Chéngxiāng Qū   |
| Ville de Putian 莆田市 Pútián Shì       | District de Hanjiang   | 涵江区              | Hánjiāng Qū     |
| Ville de Putian 莆田市 Pútián Shì       | District de Licheng    | 荔城区              | Lìchéng Qū      |
| Ville de Putian 莆田市 Pútián Shì       | District de Xiuyu ²    | 秀屿区              | Xiùyǔ Qū        |
| Ville de Putian 莆田市 Pútián Shì       | Xian de Xianyou        | 仙游县              | Xiānyóu Xiàn    |
| Ville de Quanzhou 泉州市 Quánzhōu Shì   | District de Licheng    | 鲤城区              | Lǐchéng Qū      |
| Ville de Quanzhou 泉州市 Quánzhōu Shì   | District de Fengze     | 丰泽区              | Fēngzé Qū       |
| Ville de Quanzhou 泉州市 Quánzhōu Shì   | District de Luojiang   | 洛江区              | Luòjiāng Qū     |
| Ville de Quanzhou 泉州市 Quánzhōu Shì   | District de Quangang   | 泉港区              | Quángǎng Qū     |
| Ville de Quanzhou 泉州市 Quánzhōu Shì   | Ville de Shishi        | 石狮市              | Shíshī Shì      |
| Ville de Quanzhou 泉州市 Quánzhōu Shì   | Ville de Jinjiang      | 晋江市              | Jìnjiāng Shì    |
| Ville de Quanzhou 泉州市 Quánzhōu Shì   | Ville de Nan'an        | 南安市              | Nán'ān Shì      |
| Ville de Quanzhou 泉州市 Quánzhōu Shì   | Xian de Hui'an         | 惠安县              | Huì'ān Xiàn     |
| Ville de Quanzhou 泉州市 Quánzhōu Shì   | Xian d'Anxi            | 安溪县              | Ānxī Xiàn       |
| Ville de Quanzhou 泉州市 Quánzhōu Shì   | Xian de Yongchun       | 永春县              | Yǒngchūn Xiàn   |
| Ville de Quanzhou 泉州市 Quánzhōu Shì   | Xian de Dehua          | 德化县              | Déhuà Xiàn      |
| Ville de Quanzhou 泉州市 Quánzhōu Shì   | Xian de Jinmen ²       | 金門县              | Jīnmén Xiàn     |
| Ville de Xiamen 厦门市 Xiàmén Shì       | District de Siming     | 思明区              | Sīmíng Qū       |
| Ville de Xiamen 厦门市 Xiàmén Shì       | District de Haicang    | 海沧区              | Hǎicāng Qū      |
| Ville de Xiamen 厦门市 Xiàmén Shì       | District de Huli       | 湖里区              | Húlǐ Qū         |
| Ville de Xiamen 厦门市 Xiàmén Shì       | District de Jimei      | 集美区              | Jíměi Qū        |
| Ville de Xiamen 厦门市 Xiàmén Shì       | District de Tong'an    | 同安区              | Tóng'ān Qū      |
| Ville de Xiamen 厦门市 Xiàmén Shì       | District de Xiang'an   | 翔安区              | Xiáng'ān Qū     |
| Ville de Zhangzhou 漳州市 Zhāngzhōu Shì | District de Xiangcheng | 芗城区              | Xiāngchéng Qū   |
| Ville de Zhangzhou 漳州市 Zhāngzhōu Shì | District de Longwen    | 龙文区              | Lóngwén Qū      |
| Ville de Zhangzhou 漳州市 Zhāngzhōu Shì | Ville de Longhai       | 龙海市              | Lónghǎi Shì     |
| Ville de Zhangzhou 漳州市 Zhāngzhōu Shì | Xian de Yunxiao        | 云霄县              | Yúnxiāo Xiàn    |
| Ville de Zhangzhou 漳州市 Zhāngzhōu Shì | Xian de Zhangpu        | 漳浦县              | Zhāngpǔ Xiàn    |
| Ville de Zhangzhou 漳州市 Zhāngzhōu Shì | Xian de Zhao'an        | 诏安县              | Zhào'ān Xiàn    |
| Ville de Zhangzhou 漳州市 Zhāngzhōu Shì | Xian de Changtai       | 长泰县              | Chángtài Xiàn   |
| Ville de Zhangzhou 漳州市 Zhāngzhōu Shì | Xian de Dongshan       | 东山县              | Dōngshān Xiàn   |
| Ville de Zhangzhou 漳州市 Zhāngzhōu Shì | Xian de Nanjing        | 南靖县              | Nánjìng Xiàn    |
| Ville de Zhangzhou 漳州市 Zhāngzhōu Shì | Xian de Pinghe         | 平和县              | Pínghé Xiàn     |
| Ville de Zhangzhou 漳州市 Zhāngzhōu Shì | Xian de Hua'an         | 华安县              | Huá'ān Xiàn     |
| Ville de Longyan 龙岩市 Lóngyán Shì     | District de Xinluo     | 新罗区              | Xīnluó Qū       |
| Ville de Longyan 龙岩市 Lóngyán Shì     | Ville de Zhangping     | 漳平市              | Zhāngpíng Shì   |
| Ville de Longyan 龙岩市 Lóngyán Shì     | Xian de Changting      | 长汀县              | Chángtīng Xiàn  |
| Ville de Longyan 龙岩市 Lóngyán Shì     | Xian de Yongding       | 永定县              | Yǒngdìng Xiàn   |
| Ville de Longyan 龙岩市 Lóngyán Shì     | Xian de Shanghang      | 上杭县              | Shàngháng Xiàn  |
| Ville de Longyan 龙岩市 Lóngyán Shì     | Xian de Wuping         | 武平县              | Wǔpíng Xiàn     |
| Ville de Longyan 龙岩市 Lóngyán Shì     | Xian de Liancheng      | 连城县              | Liánchéng Xiàn  |
| Ville de Ningde 宁德市 Níngdé Shì       | District de Jiaocheng  | 蕉城区              | Jiāochéng Qū    |
| Ville de Ningde 宁德市 Níngdé Shì       | Ville de Fu'an         | 福安市              | Fú'ān Shì       |
| Ville de Ningde 宁德市 Níngdé Shì       | Ville de Fuding        | 福鼎市              | Fúdǐng Shì      |
| Ville de Ningde 宁德市 Níngdé Shì       | Xian de Shouning       | 寿宁县              | Shòuníng Xiàn   |
| Ville de Ningde 宁德市 Níngdé Shì       | Xian de Xiapu          | 霞浦县              | Xiápǔ Xiàn      |
| Ville de Ningde 宁德市 Níngdé Shì       | Xian de Zherong        | 柘荣县              | Zhèróng Xiàn    |
| Ville de Ningde 宁德市 Níngdé Shì       | Xian de Pingnan        | 屏南县              | Píngnán Xiàn    |
| Ville de Ningde 宁德市 Níngdé Shì       | Xian de Gutian         | 古田县              | Gǔtián Xiàn     |
| Ville de Ningde 宁德市 Níngdé Shì       | Xian de Zhouning       | 周宁县              | Zhōuníng Xiàn   |

1 La république de Chine a aussi un Lienchiang (Lianjiang) qui administre les Îles Matsu, revendiquées par la RPC comme partie de son Lianjiang. La RPC revendique également les îles Jyuguang, comme partie de Changle, ainsi que les îles de Dongyin et Siyin, comme partie de Luoyuan, qui sont aussi administrées par Lenchiang.
2 Jinmen (Quemoy) est administré entièrement par la république de Chine, qui administre aussi l'île de Wuciou, revendiquée par la RPC comme partie de Xiuyu.